# Železniško postajališče Duplica - Bakovnik
Železniško postajališče Duplica - Bakovnik je eno izmed železniških postajališč v Sloveniji, ki oskrbuje južni kamniški predmestji Duplica in Bakovnik.